# Hypocopra planispora
Hypocopra planispora är en svampart som beskrevs av J.C. Krug & Cain 1974. Hypocopra planispora ingår i släktet Hypocopra och familjen kolkärnsvampar.  Arten är reproducerande i Sverige. Inga underarter finns listade i Catalogue of Life.